# Parafia Jezusa Miłosiernego w Szwagrowie
Parafia Jezusa Miłosiernego w Szwagrowie – parafia rzymskokatolicka, znajdująca się w diecezji sandomierskiej, w dekanacie Połaniec.
Proboszczowie:
- 1998-2018 ks. kan. mgr Piotr Góra
- 2018-2020 ks. kan. mgr lic. Paweł Bielecki
- od 2020 ks. mgr Grzegorz Polak.